# Levada das 25 Fontes

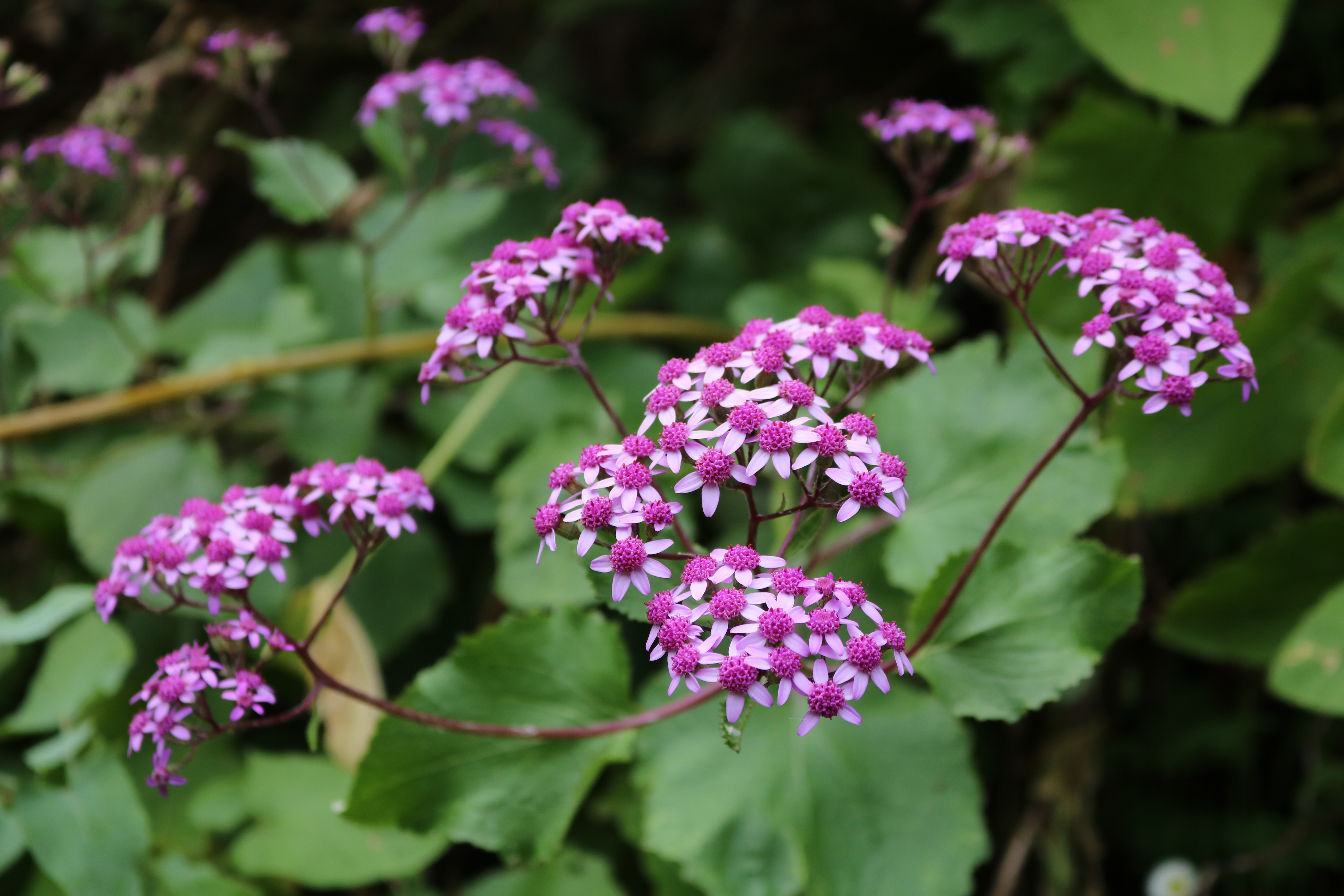
Madeira-Cinerarie

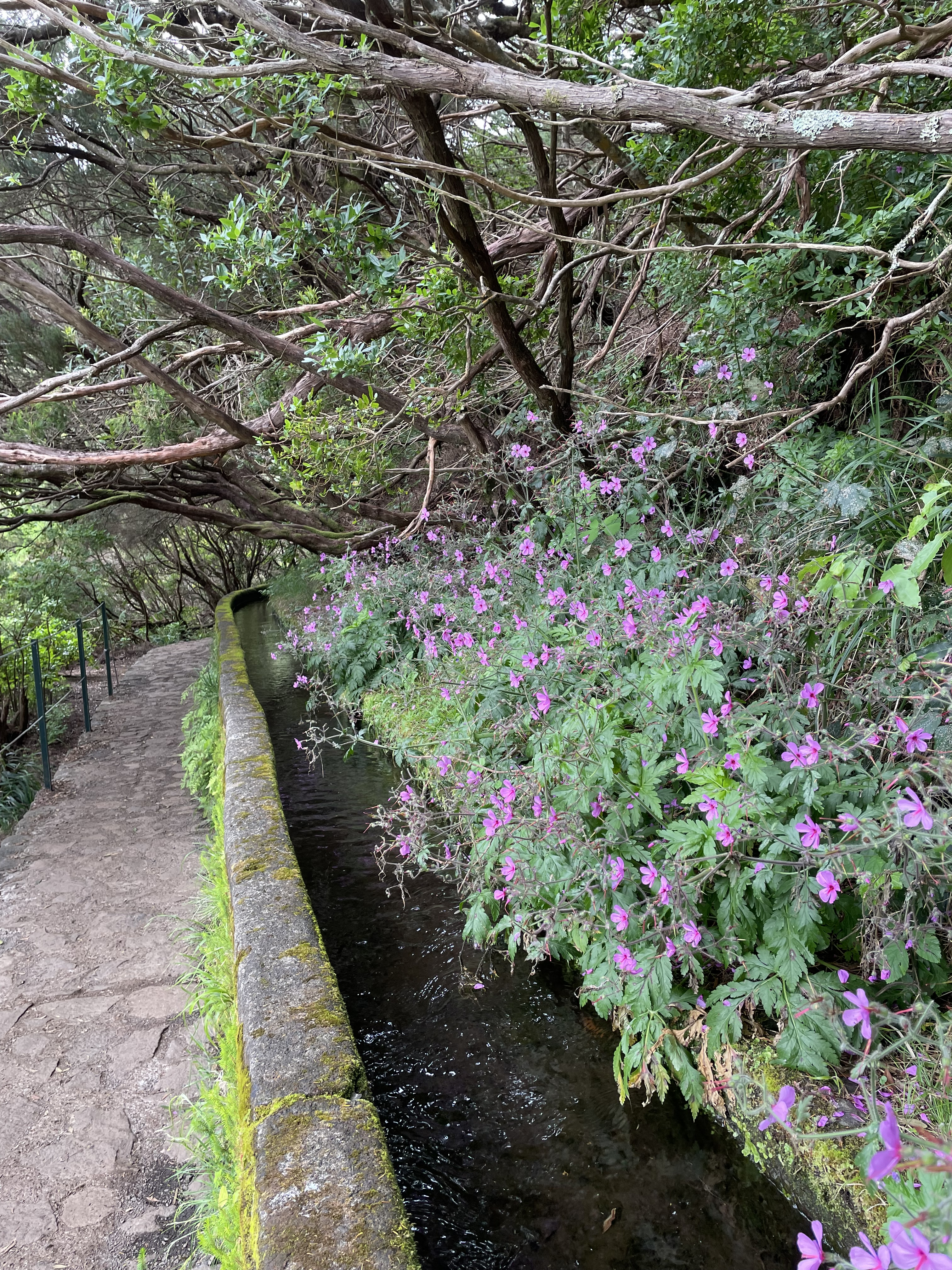
Storchschnabelgewächse an der Levada

Lagoa das 25 Fontes

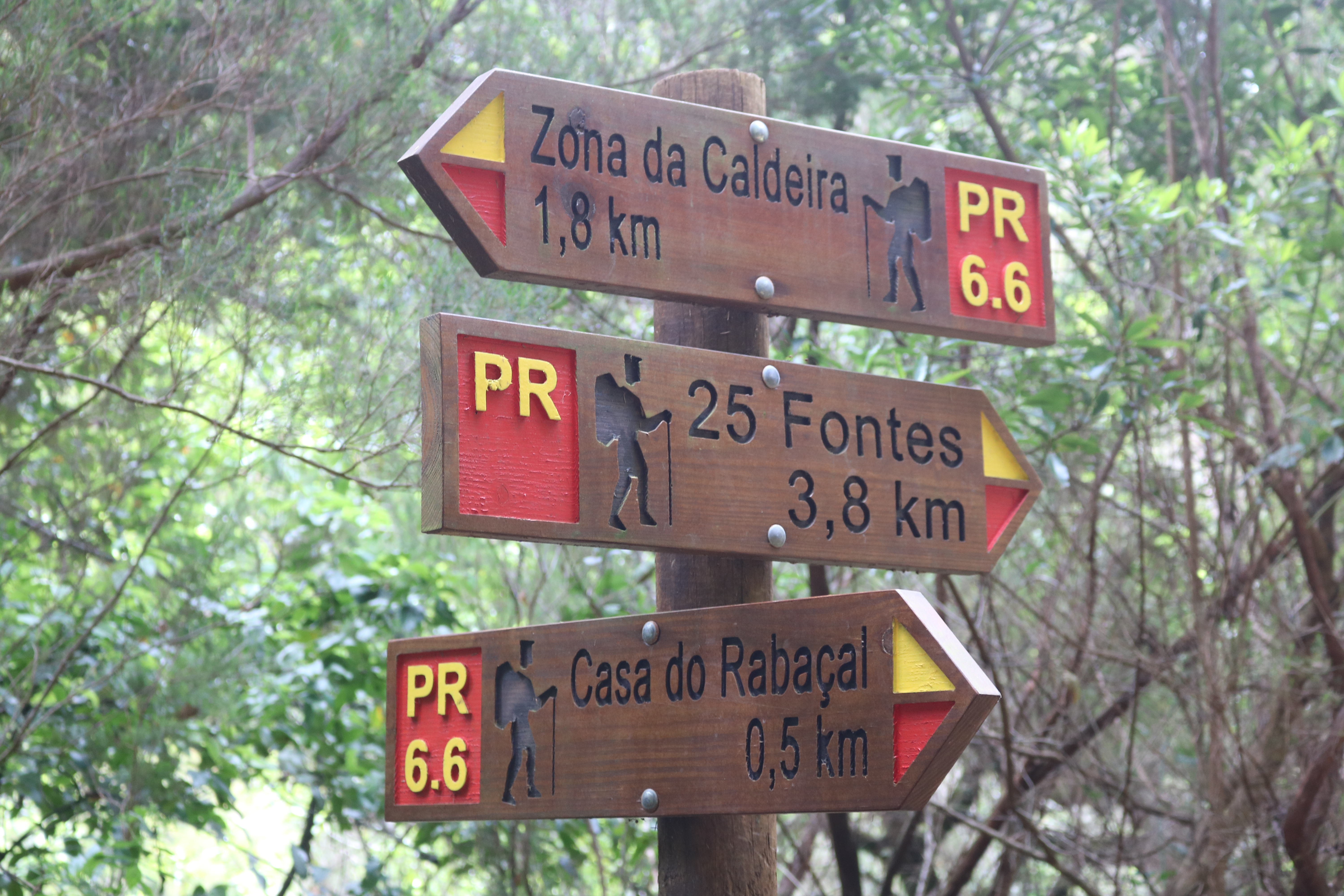
Wanderschild zu den 25 Quellen

Die Levada das 25 Fontes (portugiesisch für Levada der 25 Quellen) ist ein schmaler Bewässerungskanal auf der portugiesischen Atlantikinsel Madeira im Quellgebiet von Rabaçal, etwa 5 km westlich von Campo Grande im Hochland Paul da Serra. Aufgrund der außerordentlichen Schönheit der Landschaft gehört der ursprünglich zur Wartung angelegte Weg entlang der Levada zu den am meisten frequentierten Wanderwegen Madeiras.

## Geschichte
Mit dem Bau wurde 1860 begonnen, nach Unterbrechungen konnte die Levada 1877 fertiggestellt werden.
Auf einer Länge von gut 5 km sammelt sie von mehreren kleinen Bächen das Wasser ein, das dann vom Bergland zunächst zur Versorgung der Bevölkerung mit Trinkwasser und zur Bewässerung der Felder hinunter an die Südküste der Insel geleitet wurde, seit 1953 fließt es durch eine Rohrleitung zur Stromerzeugung ins Wasserkraftwerk Calheta. Die ersten Touristen auf Madeira, vornehmlich Engländer, besuchten schon Ende des 19. Jahrhunderts die landschaftlich reizvolle Region.  Seit dem zunehmenden Wandertourismus in den 1980er-Jahren avancierten die 25 Quellen zu einem Aushängeschild des Fremdenverkehrs auf Madeira.

## Zugang
Der größte Teil der Touristen beginnt die Wanderung vom Parkplatz an der Landstraße ER 105, die das Hochland von Rabaçal mit dem Paul da Serra im Osten und Porto Moniz im äußersten Nordwesten der Insel verbindet. Vom Parkplatz aus erreicht man auf einer engen Asphaltstraße (für den privaten Verkehr gesperrt) zu Fuß in einer halben Stunde oder mit einem täglich verkehrenden öffentlichen Shuttlebus die Casa do Rabaçal, ein ehemaliges Forsthaus, in dem sich heute eine moderne Cafeteria befindet, in der auch Unterkünfte angeboten werden. Der als PR 6 ausgeschilderte Wanderweg beginnt am Wendeplatz vor dem Forsthaus. Wegen zu hohem Besucheraufkommen ist ein Teil des Weges entlang der Levada als Einbahnstrecke ausgewiesen. Stellenweise wandert man am Fuß der bis zu zwei Meter hohen Levadamauer entlang.
Ein alternativer Startpunkt ist der 0,8 km lange Túnel da Cavalo (portugiesisch für Reitertunnel), er liegt 0,6 km südlich von der ER 105 an der Straße in Richtung Calheta und wird weitaus weniger begangen.

## Sehenswürdigkeiten
Man wandert auf dem sehr schmalen Wartungsweg neben der Kanalrinne durch immergrünen Lorbeerwald, der gelegentlich die Aussicht auf das Tal von Ribeira da Janela freigibt. Am Wegrand stehen zahlreiche endemische Arten, für die Madeira berühmt ist, u. a. Storchschnabelgewächse, Wucherblumen, die Madeira-Cinerarie (Pericallis aurita) und die Madeira-Teline (Teline maderensis). Die Attraktion ist ein felsiger Kessel, in dem kleine Wasserfälle eine etwa 20 m hohe Steilwand hinabstürzen und den kleinen Lagoa das 25 Fontes füllen (portugiesisch für See der 25 Quellen). Die kleine Gumpe wird rund ums Jahr je nach Tageszeit und Wetterlage von bis zu mehreren hundert Personen gleichzeitig besucht. Das Wasser aus dem Lagoa das 25 Fontes wird in einem Zufluss in die Levada eingespeist. Die eigentliche Quelle der Levada liegt etwas weiter nördlich im Gebiet der Ribeiro dos Cedros (nur für trittsichere und schwindelfreie Wanderer zugänglich).
Die Wanderung zu den 25 Quellen kann um einen Abstecher zur Cascata do Risco erweitert werden, einem etwa 100 m hohen Wasserfall, der vom Lagoa do Vento zu Tal stürzt.

## Literatur

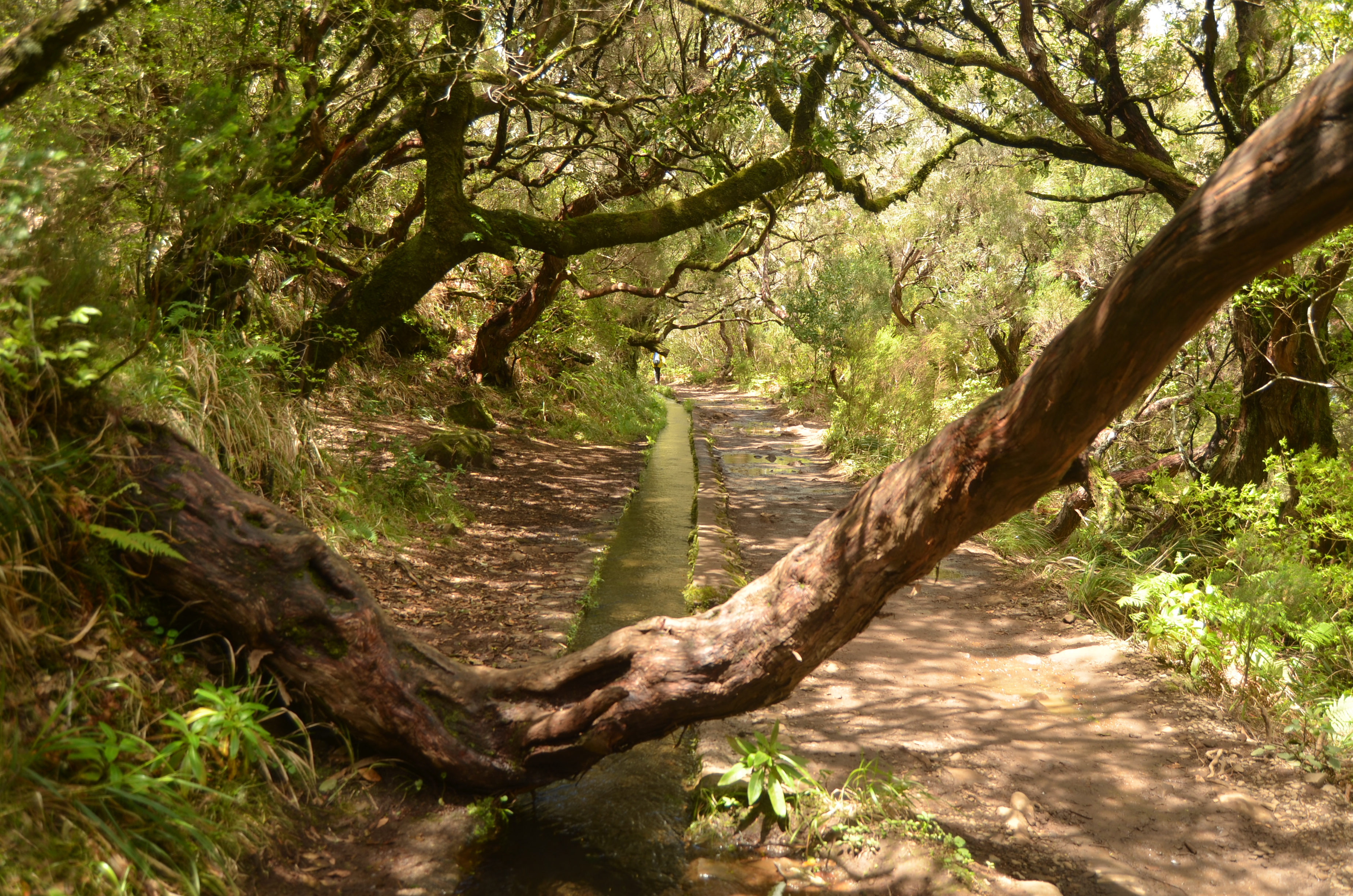
Verlauf der Levada